# ماکاریا، ارینی‌ها، ملیونا، زاگرئوس

## زاگرئوس
در بسیاری از روایت‌ها زئوس پدر پرسفونه خود را به شکل هادس در می آورد و او را اغوا می‌کند و زاگرئوس به دنیا می آید. زئوس در بسیاری می‌خواست زاگرئوس را نابود کند ولی در انتها می‌خواست او را وارث قدرت بی‌انتها خود بکند. رئا که حسادتش برانگیخته شده بود، زاگرئوس توسط تیتان‌ها کشته می‌شود.
در روایتی دیگر دیمتر پیشگویی در مورد تجاوز به دخترش می‌بیند. او را در غار مخفی می‌کند. زئوس خود را به شکل مار در می آورد و به او تجاوز می‌کند حاصل این تجاوز زاگرئوس می‌شود. ولی در مواردی وقتی پرسفونه وظایف خود را به عنوان ملکه جهان زیرین می‌پذیرد زاگرئوس که پدرش هادس است متولد می‌شود. زاگرئوس یک ایزد کوچک است.

## ارینی‌ها
در بیشتر روایت‌ها ارینی‌ها دختران گایا و اورانوس هستند ولی در مواردی آنها فرزندان نوکس و هادس هستند. ولی در روایت‌هایی پرسفونه که در جهان زیرین بچه دار نمی‌توانست شود به جهان بالا می‌رود و به صورت اورفیک بچه دار می‌شوند.

## ماکاریا
ماکاریا خدای مبارک مرگ و بدبختی و لعنت و الهه کوچک زیرزمینی است. در بعضی موارد به عنوان دختر راکلس یاد می‌شود. مادر او پرسفونه بود.

## ملیونا
در روایت‌هایی او حاصل تجاوز دوم زئوس به پرسفونه است و در روایتی او دختر هادس است. او الهه کفاره یا عمل عدالت‌خواهی مردگان است. او هدایا را از عزیزانش می‌گیرد و آنها را در سراسر جهان اموات به ارواح پریشان می‌برد.